# Фунакубо, Харука
Харука Фунакубо (яп. 舟久保 遥香 Funakubo Haruka, род. 10 октября 1998) — японская дзюдоистка, бронзовый призёр летних Олимпийских игр 2024 года, трёхкратная чемпионка мира 2021, 2022 и 2023 годов. Победительница летних Азиатских игр 2018 года.

## Биография
В 2018 году на летних Азиатских играх в Джакарте японская спортсменка участвовала в соревнованиях смешанных команд, где сборная Японии стала победителем, а Харука завоевала золотую медаль.
На чемпионате мира 2021 года в Будапеште Харука в смешанном командном турнире в составе сборной Японии завоевала чемпионский титул.
В 2022 году, на мировом первенстве в Ташкенте, Фунакубо завоевала две медали: золотую в смешанном командном турнире и серебро в личных соревнованиях в категории до 57 кг.
В мае 2023 года, в столице Катаре, на чемпионате мира, японская дзюдоистка в весовой категории до 57 кг стала обладателем серебряной медали, в финале уступив канадской спортсменке Кристе Дегучи.
На летних Олимпийских играх в Париже в 2024 году завоевала бронзовую медаль в категории до 57 кг, в схватке за третье место поборола спортсменку из Бразилии Рафаэлу Силву.